# Aquaplus
Aquaplus (株式会社アクアプラス?, Kabushiki-gaisha Akuapurasu) è un'azienda giapponese che produce e distribuisce videogiochi, nonché anime e album musicali da essi derivati. È nota per le sue visual novel, talvolta commiste a videogiochi di ruolo o strategici a turni, come nelle serie Utawarerumono, Tears to Tiara e Dungeon Travelers, con tematiche fantasy e talvolta ecchi. Sotto l'etichetta Leaf ha pubblicato varie eroge.

## Videogiochi
- Shizuku (1996) – Leaf
- To Heart (1997) – Leaf
- Comic Party (1999) – Leaf
- Utawarerumono (2002) – Leaf
- Tenerezza (2003)
- Routes (2003) – Leaf
- To Heart 2 (2004) – Leaf
- Tears to Tiara (2005) – Leaf
- Kusari (2005) – Leaf
- Tears to Tiara: Kakan no Daichi (2008)
- Tears to Tiara Gaiden: Avalon no Nazo (2009)
- Aquapazza: Aquaplus Dream Match (2011)
- To Heart 2: Dungeon Travelers (2011)
- Dungeon Travelers 2: The Royal Library & the Monster Seal (2013)
- Tears to Tiara II: Heir of the Overlord (2013)
- Utawarerumono: Mask of Deception (2015)
- Utawarerumono: Mask of Truth (2016)
- Dungeon Travelers 2-2 (2017)